# Rivière Casault
Pour les articles homonymes, voir Casault.
La rivière Casault est un cours d'eau dans l'est du Québec au Canada. Il s'agit de la décharge du lac Casault au Bas-Saint-Laurent.

## Toponymie
Le nom de « Casault » est en l'honneur de Louis-Napoléon Casault qui a été député à l'Assemblée législative du Québec de 1854 à 1857 et à la Chambre des communes du Canada de 1867 à 1870, juge et, ensuite, juge en chef à la Cour supérieure du Québec, puis, finalement, administrateur de la province de Québec de 1889 à 1901.

## Annexe